# Euphorbia tortirama
Euphorbia tortirama es una especie fanerógama perteneciente a la familia Euphorbiaceae. Es endémica de Sudáfrica.

## Descripción
Es una  planta suculenta, cespitosa perennifolia espinosa enana, arbusto con una amplia raíz tuberosa alargada fusionada en un tallo subterráneo corto para formar un cuerpo de 30x15 cm.

## Ecología
Se encuentra en los bosques de mopane a una altitud de ± 100-200 metros.

## Taxonomía
Euphorbia tortirama fue descrita por Robert Allen Dyer y publicado en Flowering Plants of South Africa 17: 644. 1937.</ref>
Etimología
Euphorbia: nombre genérico que deriva del médico griego del rey Juba II de Mauritania (52 a 50 a. C. - 23), Euphorbus, en su honor – o en alusión a su gran vientre –  ya que usaba médicamente Euphorbia resinifera. En 1753 Carlos Linneo asignó el nombre a todo el género.
tortirama: epíteto